# Донецький кряж (газета)
«Доне́цький кря́ж» (рос. Донецкий кряж)  — загальноукраїнська російськомовна громадсько-політична газета. Виходила з 1.01.1993 по 2014 раз на тиждень. Реєстраційне свідоцтво КВ № 6671 видане 4 листопада 2002 року. В 2014 припинила виходити. З 4 листопада 2023 року проросійська газета поновила своє видання у «ДНР». 

Головні редактори:
- Борис Глотов 01.1993-01.2002;
- Тамара Глотова 01.2002-03.2004;
- Марина Харькова 03.2004-2014;
- Анастасія Антонова 4.11.2023-.

## Редакційна колегія
- Іванов Олексій Анатолійович — перший заступник головного редактора;
- Болотіна Любов Юріївна — заступник головного редактора по літературній роботі;
- Савгерич Дмитро Олексійович — відповідальний секретар;
- Погребняк Ірина;
- Сичєв Ігор Миколайович — спеціальний кореспондент;

### Інші співробітники
Григор'єва Ірина Володимирівна – заступник головного редактора;
Гутнік Інна Іванівна – комерційний директор;
Балдіна Оксана Костянтинівна - кореспондент;
Дмитрієвський Олександр Володимирович – кореспондент;
Гордєєва Людмила Васильївна – кореспондент;
Куцева Катерина Денисівна – кореспондент;
Рєбров Ігор Вікторович – оглядач;
Сагань Юрій Павлович – оглядач;
Семенів Василь Петрович – власний кореспондент;
Шевченко Ірина Леонідівна – оглядач;
Волкова Тетяна Анатоліївна– головний бухгалтер;
Галаган Лариса Анатоліївна – діловод;
Гаврилко Світлана Петрівна – бухгалтер;
Охрименко Олександр Іванович – системний адміністратор;
Ільяшенко Ольга Миколаївна – коректор;
Сисенко Лідія Іванівна – коректор;
Іванченко Зінаїда Григоріївна – оператор комп'ютерної верстки;
Будовських Тетяна Анатоліївна – менеджер з реклами;
Коваленко Ольга Сергіївна – менеджер з реклами;
Ларіонова Таїсія Миколаївна – оператор комп'ютерного набору;
Танхільсон Давид Львович - водій;